# Coccoelasma incisura
Coccoelasma incisura är en mångfotingart som beskrevs av Loomis 1936. Coccoelasma incisura ingår i släktet Coccoelasma och familjen fingerdubbelfotingar. Inga underarter finns listade i Catalogue of Life.